# Shere Hite
Pour les articles homonymes, voir Hite.
Shere Hite, née Shirley Diana Gregory le 2 novembre 1942 à Saint-Joseph (Missouri) aux États-Unis et morte le 9 septembre 2020 à Tottenham (Grand Londres, Royaume-Uni), est une sexologue et essayiste américaine. Elle est vice-présidente de l'association internationale des femmes auteures. Après avoir subi de multiples attaques, tant pour ses travaux que pour ses positions, elle renonce en 1995 à la citoyenneté américaine et prend la citoyenneté allemande.

## Biographie
Née Shirley Diana Gregory le 2 octobre 1942 à Saint-Joseph dans l'État américain du Missouri, Shere Hite est élevée par des grands-parents chrétiens pratiquants jusqu'à leur divorce puis par sa tante,,. Sa mère a 16 ans lors de sa naissance et l'abandonnera à 2 reprises. Son père biologique est un contrôleur aérien qu'elle n'a jamais connu. Elle est  adoptée  par le second mari de sa mère, un chauffeur poids-lourds. Après leur divorce, elle est élevée par ses grands-parents,.
En 1967, Shere obtient une maîtrise d'Histoire avec mention à l'université de Floride. Elle emménage ensuite à New York et devient mannequin pour financer la poursuite de son cursus d'historienne. C'est à cette époque qu'elle pose pour le magazine masculin Playboy. Les photographies seront plus tard utilisées contre elle par ses détracteurs . Elle débute à l'université de Columbia un doctorat qu'elle ne finit pas, jugeant la direction de l'institution trop conservatrice pour les sujets quelle souhaite aborder dans sa thèse. Elle commence donc des recherches indépendantes en sexologie et publie son premier ouvrage en 1974.
En 1976, Shere Hite publie son premier rapport, le Rapport Hite, s'étalant sur plus de 900 pages. Dans cet ouvrage, en s'appuyant sur les réponses reçues à la suite de l'envoi de milliers de questionnaires à des Américaines, elle démontre par une analyse statistique des réponses que la plupart des femmes parviennent souvent à l'orgasme seules par des pratiques masturbatoires, bien plus souvent clitoridiennes que pénétratoires, et qu'elles sont insatisfaites de leurs relations avec leurs partenaires masculins,,. Le livre, à contre-courant des croyances de l'époque, est traduit dans une quinzaine de langues, se vend à plus de 50 millions d'exemplaires et entre dans le Top 30 des meilleures ventes de tous les temps. Le vif débat engendré autour de ses recherches concentre l'attention publique sur son auteure qui fait, entre autres, parler d'elle pour sa bisexualité assumée malgré l'époque.
En 1981, elle publie un nouveau rapport, sur la sexualité masculine cette fois. En tant que scientifique féministe, elle y étudie, entre autres, les pressions que les hommes reçoivent de la société vis-à-vis de leur vie sexuelle. En 1987, elle publie un autre rapport consacré aux liens entre les femmes et l'amour, lequel déclare que la majorité des femmes mariées depuis plus de cinq ans essayent d'avoir des relations avec d'autres hommes. À la suite de cette parution ultra-commentée car perçue comme remettant en cause la « virilité américaine », elle fait la couverture de Times Magazine et devient la cible d'une campagne de diffamation intense la présentant comme anti-hommes,. Elle se voit dans l'obligation de quitter les États-Unis, en raison des attaques dont elle est la cible : « J'ai reçu des lettres de menaces. Et en 1989, quand j'ai voulu revendre les droits du livre, personne n'en a voulu, même pour 1 dollar. À cause des menaces d'attentat. Je commençais à gagner très bien ma vie et j'avais acheté une jolie maison à New York, mais j'ai dû partir. »
Par ailleurs, sa méthode de travail et d'étude, à savoir l'utilisation de questionnaires anonymes, a été critiquée par certains détracteurs, notamment masculins : « La méthode Hite ? Envoyer 100 000 questionnaires par la poste. Attendre les réponses. Ouvrir les enveloppes. Le livre est écrit ». (The Guardian, 1994). Elle défendra son travail en rappelant notamment que Sigmund Freud n'avait utilisé que 3 témoignages de femmes d'une même ville pour ses recherches sur la sexualité féminine devenues une référence en la matière alors qu'elle en utilise des milliers venus de tout les États-Unis. Elle ajoutera que les questionnaires écrits anonymes sont la meilleure option pour obtenir des réponses sincères sur la satisfaction sexuelle et l'infidélité quand ses opposants lui opposèrent les enquêtes via appels téléphoniques au domicile des sondés.
À la recherche d'esprits plus ouverts, Shere décide de s'expatrier en Europe et apprend le français. Elle vit notamment en Allemagne où elle se marie à un pianiste en 1988 puis écrit pour des journaux européens en séjournant fréquemment à Paris, Rome et Londres. En 2000, elle publie une version actualisée de son premier rapport. Elle accepte alors rarement les entretiens avec les journalistes après une série de rencontres qu'elle considère comme des guet-apens médiatiques mais donne encore des conférences publiques où elle s'inquiète notamment de l'impact de la pornographie sur les femmes. Elle a aussi travaillé au sein de l'université Nihon.
Elle meurt le 9 septembre 2020 à la suite d'une longue lutte contre les maladies d'Alzheimer et de Parkinson.
En 2024, alors que selon l'Independent son travail aurait sombré dans l'oubli, un documentaire sort sur sa vie suscitant un regain d'intérêt pour son héritage.

## Œuvres
- Le Rapport Hite (1976)
- En toute franchise, des femmes parlent de leur sexualité. Les matériaux de base du rapport Hite (1980)
- Le Rapport Hite sur les hommes (1983)
- Les Femmes et l'amour. Un nouveau rapport Hite (1988)
- Les Amants, les bons et les autres. Les nouvelles règles du jeu amoureux (1990)
- (en) The Divine Comedy of Ariadne and Jupiter, roman (1995)
- (en) The Hite Report on the Family. Growing Up Under Patriarchy (1996)
- (en) Hite report on Hite, autobiographie (1998)
- Rivales ou amies. Le nouveau rapport Hite sur les femmes d'aujourd'hui (1999)
- Sexe et business. Les femmes, les hommes, le boulot (2000)
- L'Orgueil d'être une femme. Hommes, femmes et société : les enjeux de la sexualité (2002)
- Le Nouveau Rapport Hite. L'enquête la plus révolutionnaire jamais menée sur la sexualité féminine (2002)
- (en) The Shere Hite Reader: New & Selected Writings on Sex, Globalization and Private Life (2003)